# 랑융춘
랑융춘(중국어: 郎永淳, 병음: Láng Yǒngchún, 1971년 7월 23일 장쑤성 쑤저우시 ~ )은 중국의 아나운서로 중국중앙텔레비전(CCTV)의 간판 뉴스 앵커이다. 오후 7시에 시작하는 CCTV 뉴스 프로그램인 신문연파의 아나운서로 알려져 있다.